# Wojska Polskiegostadion
Het Stadion Wojska Polskiego is een voetbalstadion in de Poolse hoofdstad Warschau. Het stadion, ontworpen door Aleksander Kodelski en Maksymilian Dudryk-Darlewski, is de thuisbasis van de Poolse voetbalclub Legia Warschau.

## Geschiedenis
Het plan om een stadion voor de club te bouwen werd voor het eerst geopend in 1920, toen de club werd opgericht. Door de voortdurende financiële problemen duurde het echter tien jaar voordat de laatste hand aan het stadion werd gelegd.
Nadat er uit verschillende bronnen, vooral donaties, geld was binnengekomen, opende het eerste stadion van Legia in 1922 zijn poorten voor een wedstrijd tegen Wisła Kraków, die eindigde in een nederlaag voor Legia. De club zat echter nog steeds krap bij kas en verkocht het terrein aan het leger in ruil voor geld om het stadion af te bouwen. Legia kreeg het recht om in het stadion te spelen en in 1925 kon het in gebruik worden genomen. Er doemden echter nieuwe moeilijkheden op. Later dat jaar kreeg Lechia Warschau, een andere club die door het leger werd gesteund, namelijk toestemming op het stadion te delen met Legia. Lechia probeerde zelfs, met de hulp van invloedrijke personen binnen het leger, Legia helemaal uit het stadion te verdrijven. Na een kort conflict lieten de militaire machthebbers Legia als enige huurder toe. De club is vervolgens nooit meer weggegaan uit het Wojska Polskiego (lett. Poolse Leger).
Legia peuterde vervolgens bij de Bank Gospodarstwa Krajowego een kapitaalinjectie los, die groot genoeg bleek om het stadion in 1930 te voltooien. Het stadion had toen ook een atletiekbaan, een wielerbaan, een nieuwe overdekte tribune en zo'n 10 naastgelegen tennisbanen. Tijdens de Tweede Wereldoorlog bezetten de nazi's het stadion en gebruikten het als artilleriepost. Er werden loopgraven gedolven in het speelveld, maar gelukkig werd er tijdens deze bezetting geen ernstige schade toegebracht.

## Moderniseringen
In 1960 kwam er stadionverlichting en hoewel het stadion groot genoeg is voor het gemiddelde aantal toeschouwers van Legia, zijn er nu plannen in de maak op het Wojska Polskiego opnieuw te verbouwen en te moderniseren.